# Streblocera aglaia
Streblocera aglaia är en stekelart som beskrevs av Wang 1993. Streblocera aglaia ingår i släktet Streblocera och familjen bracksteklar. Inga underarter finns listade i Catalogue of Life.